# 오다큐 전철 5000형 전동차 (1969년 도입)

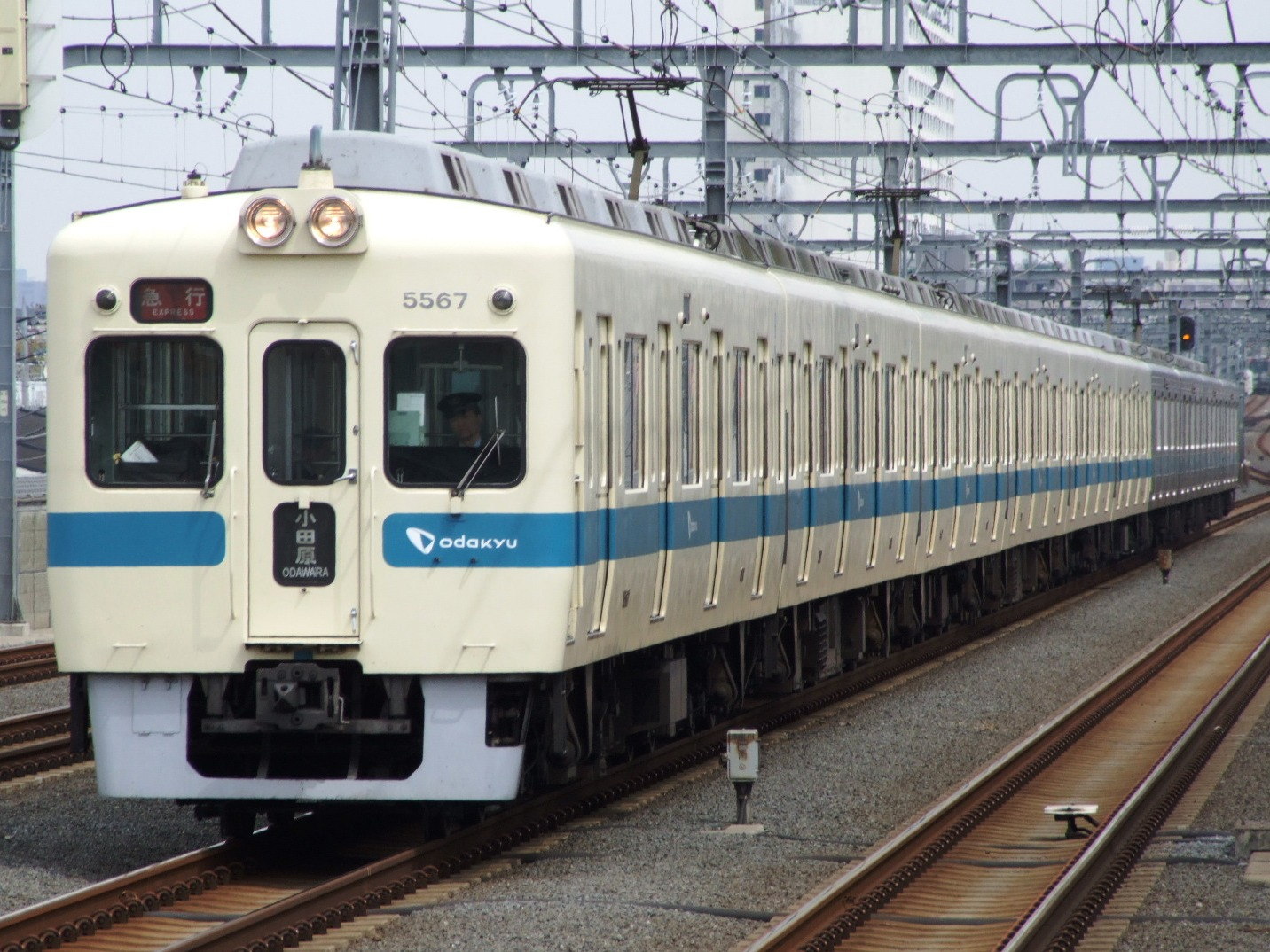

오다큐 5000형(小田急5000形)은 1969년 11월부터 2012년 3월까지 오다큐 전철에서 운행한 통근용 전기 동력분산식 열차 차종이다.

## 편성
아래와 같이 4량 및 6량 편성으로 구성되었다.

### 4량 편성
| 명칭      | Tc1  | M1   | M2   | Tc2  |
| 차량 번호 | 5050 | 5000 | 5100 | 5150 |

M1 및 M2 차량에는 각각 싱글 암 팬터그래프가 하나씩 있었다.

### 6량 편성
| 명칭      | Tc1  | M1   | M2   | M3   | M4   | Tc2  |
| 차량 번호 | 5250 | 5200 | 5300 | 5400 | 5500 | 5550 |

M2 및 M4 차량에는 각각 싱글 암 팬터그래프가 하나씩 있었다.

## 내부

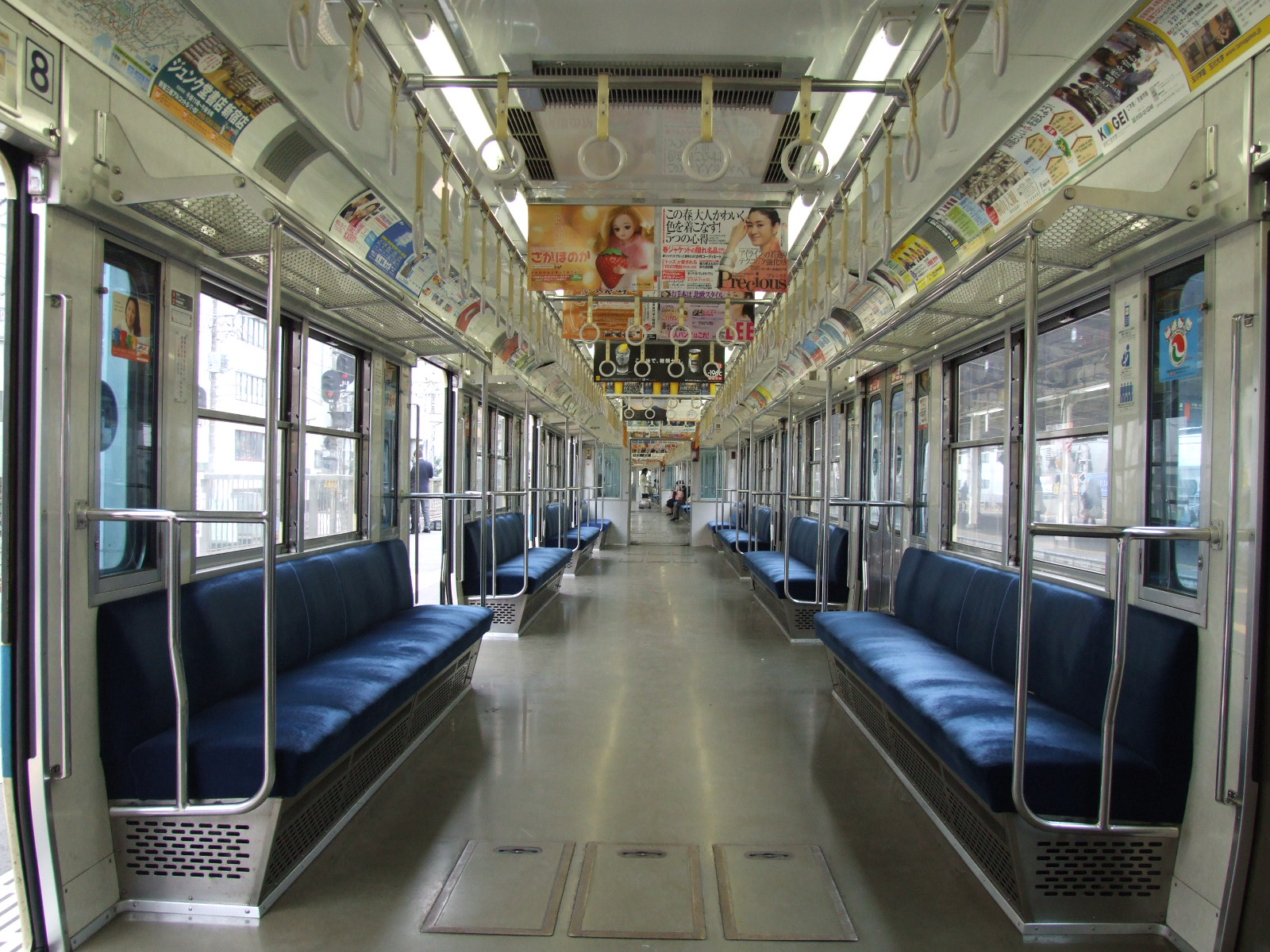
5000형 (4량 편성) 내부 모습, 2008년 2월
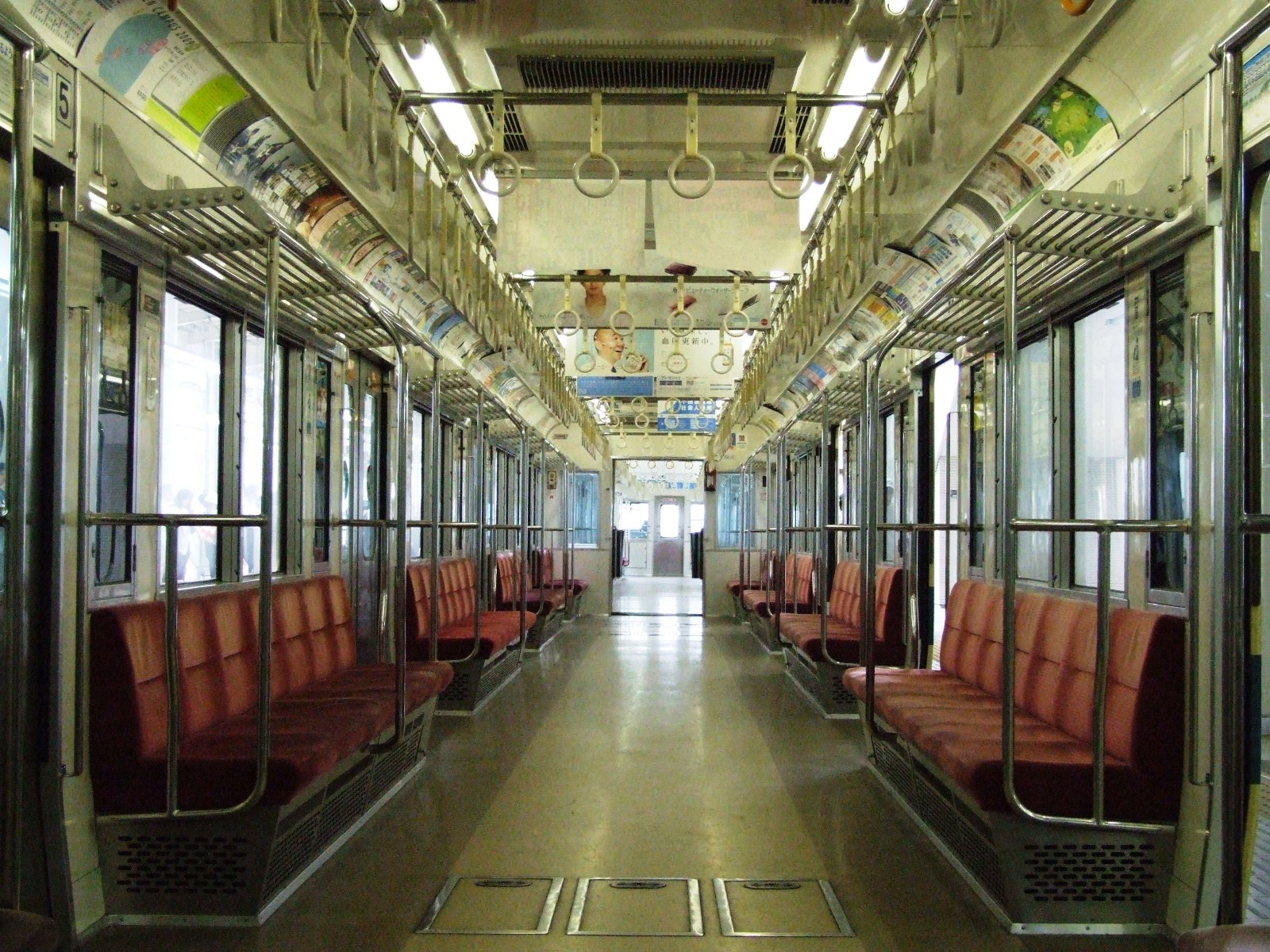
5200형 (6량 편성) 내부 모습, 2009년 6월
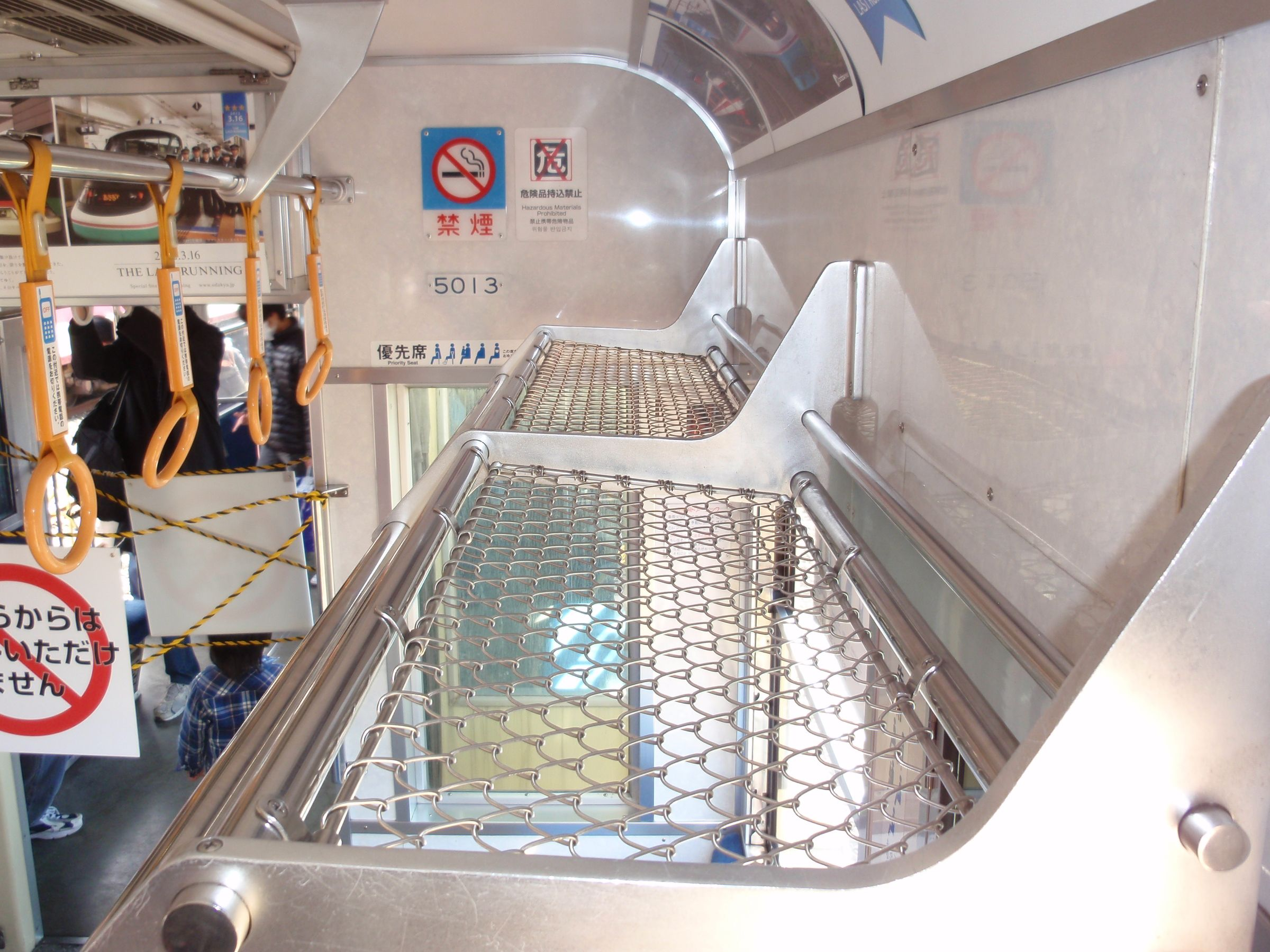
5000형 짐칸, 2012년 3월

## 역사

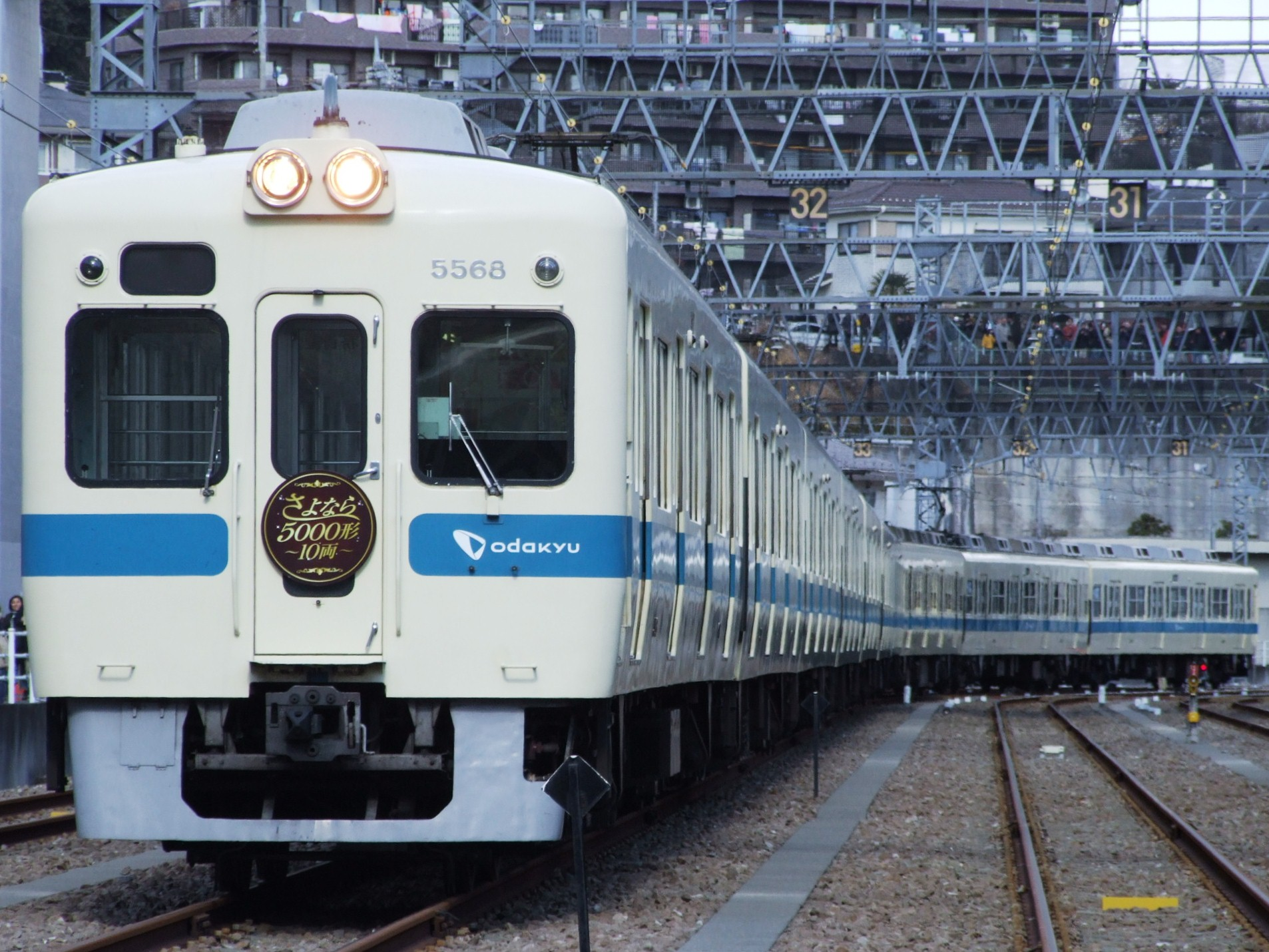
5000형 마지막 운행일, 2011년 1월 30일

5000형은 1969년부터 도입되었으며, 총 15편성 (60량)이 제작되었다. 1978년부터는 20편성 (120량)의 6량 편성인 5200형이 추가되었다. 견인 전동기와 제어 장치는 미쓰비시 전기에서 제작되었다.
4+6량 편성은 점차 새로운 4000형 편성으로 대체되었으며, 6량 편성은 2011년 1월 30일 마지막 운행을 끝으로 퇴역했다. 남아있던 4량 편성은 2012년 3월 16일에 퇴역했다.